# Szentgál
Szentgál là một thị trấn thuộc hạt Veszprém, Hungary. Thị trấn này có diện tích 95,01 km², dân số năm 2010 là 2708 người, mật độ 29 người/km².